# Utricularia arcuata
Utricularia arcuata — вид рослин із родини пухирникових (Lentibulariaceae).

## Середовище проживання
Ендемік Індії (Махараштра, Карнатака).
Населяє вологі луки та сезонно вологі западини на кам'янистому ґрунті; на висоті від 0 до 1000 метрів.

## Використання
Вид культивується невеликою кількістю ентузіастів роду. Торгівля незначна.